# Antoine Guenée
Antoine Guenée (* 23. November 1717 in Étampes; † 27. November 1803 in Fontainebleau, Département Seine-et-Marne) war ein französischer Priester und christlicher Apologet.

## Leben
Er studierte an der Universität Paris und trat danach in den geistlichen Stand. Im Jahr 1741 wurde er Professor der Rhetorik am Kolleg von Plessis. 1762 wurde er dort emeritiert, danach galt sein Interesse der Erforschung der Bibel und insbesondere der Geschichte des Alten Testaments. Er wurde 1778 in die Académie française aufgenommen, für die er vier Mémoires über die Sitzungen der Akademie verfasste. Zu Beginn der Französischen Revolution zog er sich 1789 auf sein Landgut in der Nähe von Fontainebleau zurück, wo er aufgrund seines Alters und seiner körperlichen Schwäche unbehelligt blieb, bis er 1803 dort starb.

## Wirken

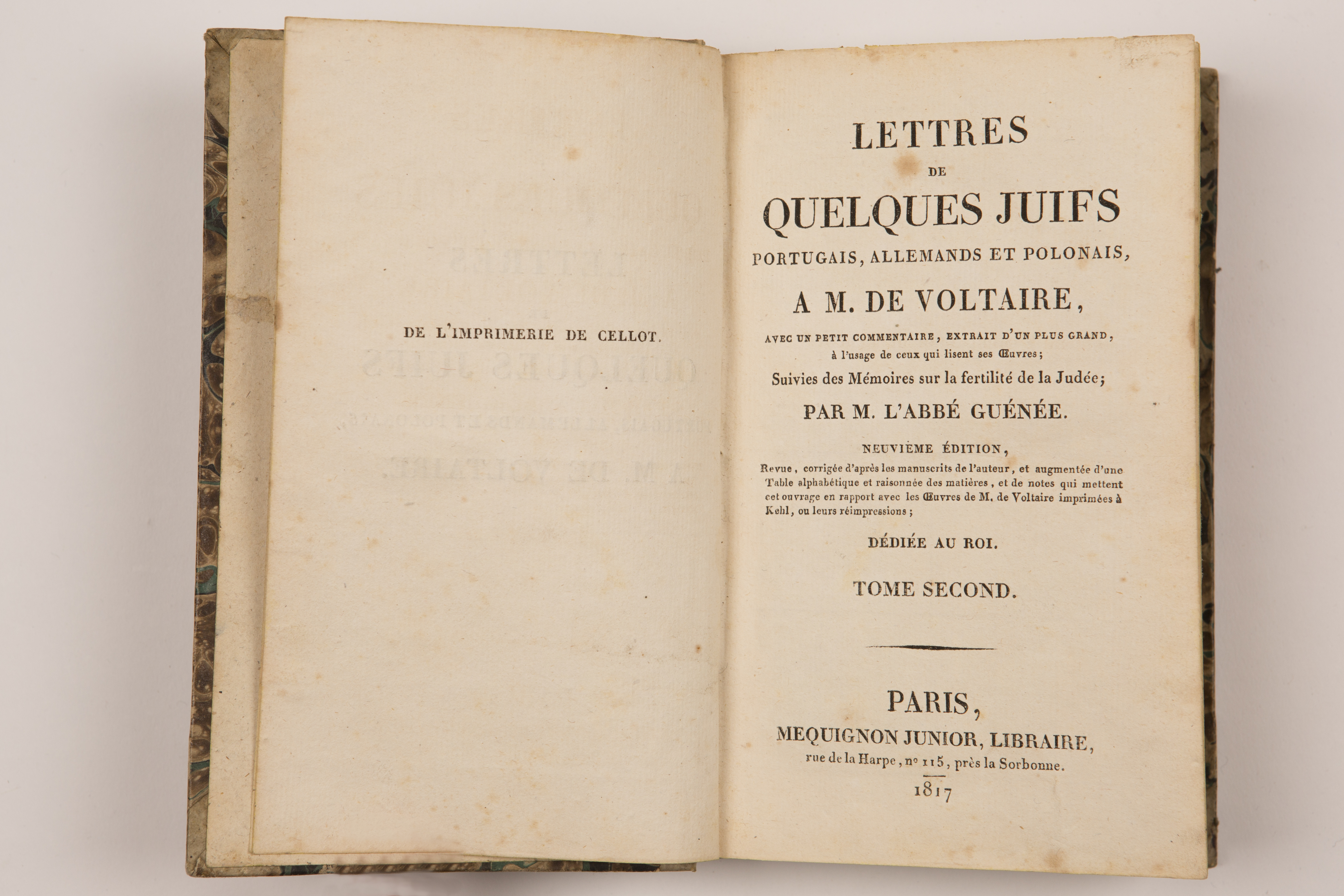
Antoine Guénée, Briefe einiger portugiesischer, deutscher und polnischer Juden an Voltaire, 1817 (9. Auflage), Paris. In der Sammlung des Jüdischen Museums der Schweiz.

Er veröffentlichte neben verschiedenen apologetischen Schriften die Lettres de Quelques Juifs Portugais, Allemands et Polonais, à M. de Voltaire, Paris, 1769. Diese Briefsammlung, in deren Zentrum Isaac de Pintos Apologie pour la Nation Juive steht, wurde vielfach nachgedruckt und übersetzt. Die Briefe waren eine Verteidigung des Judentums bezüglich diverser Vorwürfe, die Voltaire gegen Mitte des 18. Jahrhunderts diesem gegenüber äußerte.